# Château de Friedrichsfelde
Le château de Friedrichsfelde est un château du parc zoologique de Berlin dans le quartier berlinois de Friedrichsfelde, conçu dans le style architectural classique primitif.

## Histoire
Il est construit en 1685 sous le nom de château de Rosenfelde par le directeur général de la marine de Brandebourg Benjamin Raule (de). Ce premier bâtiment à cinq ailes est probablement construit selon les plans de Johann Arnold Nering dans le style des maisons de campagne hollandaises. En 1698, Benjamin Raule tombe en disgrâce, est emprisonné et dépossédé. Le château revient au prince électeur prussien et futur roi Frédéric Ier et est rebaptisé Friedrichsfelde.

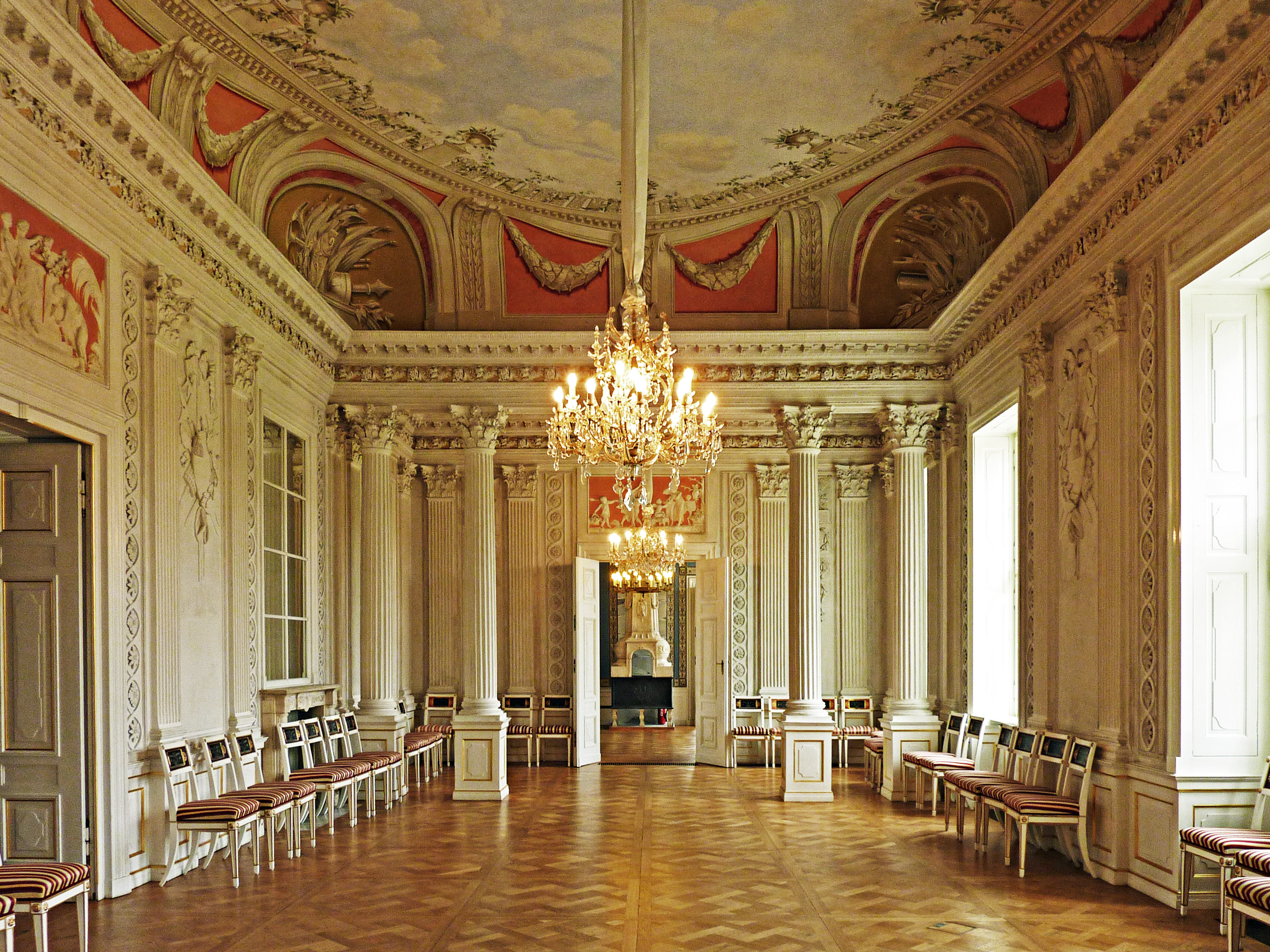
Première salle de bal classique

Frise au-dessus de l'entrée

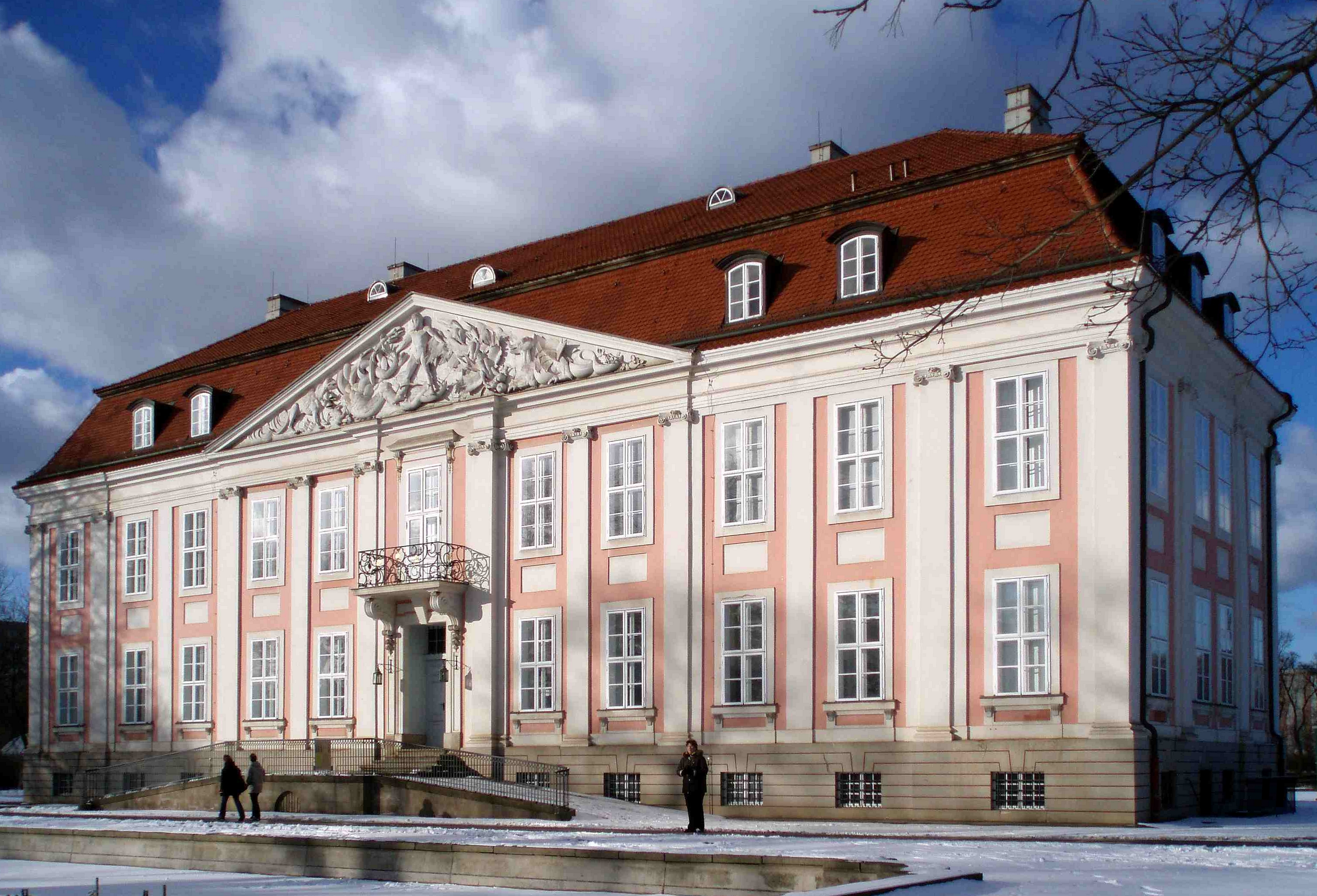
Le château en hiver

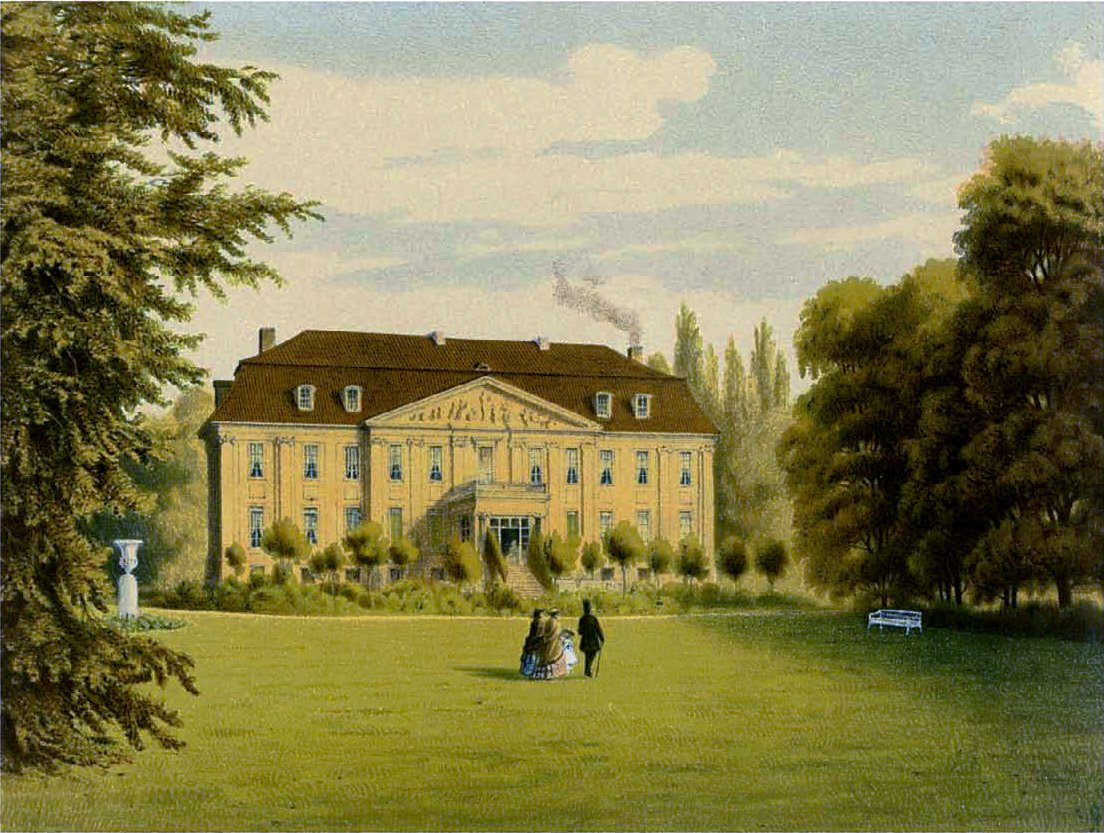
Château de Friedrichsfelde, collection Alexander Duncker

Après la mort du roi, la propriété est transférée en 1717 à son demi-frère, le margrave Albert-Frédéric de Brandebourg-Schwedt. En 1719, l'architecte de la cour Martin Heinrich Böhme (de) l'agrandit de trois axes à l'est et à l'ouest jusqu'à sa largeur actuelle et l'équipe d'un escalier baroque à trois ailes en chêne. Après sa mort en 1731, son fils Charles hérite du château. En 1762, le château passe aux mains du prince Ferdinand de Prusse, le plus jeune frère de Frédéric le Grand. Louis-Ferdinand de Prusse y est né en 1772. Le prince Auguste-Ferdinand a de grands projets pour le château; il doit être rendu aussi magnifique que le château de Rheinsberg par les conversions de Carl von Gontard. Cependant, il en décide autrement et fait construire le château de Bellevue dans le parc zoologique de Berlin, où il emménage en 1785.
Le château est ensuite vendu plusieurs fois : en 1785 au duc de Courlande, Pierre von Biron (dont la quatrième fille Dorothée de Courlande est née au château), qui fait redessiner la salle de bal dans un style classique, en 1799 à l'imprimeur de livres de cour Georg Jakob Decker (de) et en 1800 à la duchesse Catherine de Schleswig-Holstein-Sonderbourg-Beck, qui y vit jusqu'à sa mort en 1811. La façade est redessinée dans le style classique primitif. Le château reçoit sa forme actuelle en 1800. La duchesse organise de grandes fêtes dans le parc et dans le château avec des représentations théâtrales, des pièces de berger et des foires, auxquelles les habitants du village de Friedrichsfelde peuvent participer. Après la mort de la princesse Catherine de Schleswig-Holstein-Sonderbourg-Beck en 1811, ses enfants, le prince Ivan Ivanovich von Barjatinsky (1767–1825) et la comtesse Anna Ivanovna von Tolstoi (1772–1825), héritent du palais.
Pendant quelques jours, le château de Friedrichsfelde sert de quartier général au maréchal Davout, qui est au service de Napoléon, lors de la guerre de la Quatrième Coalition.
Les deux héritiers laisrent également le premier roi de Saxe, Frédéric-Auguste, qui combat aux côtés de Napoléon, est « cantonné » à Friedrichsfelde : il y est emprisonné de juillet 1814 à février 1815. Le loyer est payé par le trésor du roi, qui doit également subvenir à ses besoins et à ceux de ses serviteurs. Avec son départ, la vie de cour à Friedrichsfelde prend également fin.
Enfin, en 1816, le château est acheté par Carl von Treskow (de), qui exploite un domaine sur la propriété. 1818 Julius von Treskow (de) est né dans le château. Les jardins, encore visibles aujourd'hui, sont aménagés en 1821 par Peter Joseph Lenné. La famille von Treskow-Friedrichsfelde possède une sépulture héréditaire (de) dans le parc du château, sur le site de l'actuel zoo. L'homme politique Sigismund von Treskow (de) est né au château de Friedrichsfelde en 1864. À sa mort, il lègue Friedrichsfelde à sa petite-nièce et fille adoptive Ursula von Sydow (de), née von Cregern (1910-2000), qui a épousé Manfred von Sydow, arrière-arrière-petit-fils de Wilhelm von Humboldt.
Le château survit à la Seconde Guerre mondiale relativement intact. Après l'expropriation dans le cadre de la réforme agraire, le bâtiment et le parc du château environnant sont tombés en ruine.
Lorsque la décision est prise en 1954 de créer le propre zoo de Berlin-Est, le château sert de siège aux organisateurs de la conversion du jardin pendant plusieurs années ; Certaines parties du bâtiment sont utilisées comme écuries de parc animalier. Le château n'est rénové qu'entre 1970 et 1981 à l'initiative du zoo de Berlin. Le directeur du zoo de l'époque, Heinrich Dathe (de), milite massivement pour la préservation du château et empêche les projets de démolition.
Aujourd'hui, le palais appartient à nouveau au zoo de Berlin. En plus de l'escalier d'origine et des fresques de la salle de bal, il y a des beaux-arts et des arts appliqués des XVIIIe et XIXe siècles, dont un tableau de Karl Friedrich Schinkel, de nombreux portraits nobles, quatre chambres avec des revêtements muraux (papier peint en tissu peint) et des meubles et bijoux en fonte. C'est le lieu central du festival baroque annuel Rokoko. Une exposition sur l'histoire zoologique de Berlin est prévue à l'avenir.
La bibliothèque, les archives et une partie de l'administration du zoo doivent y emménager après d'importantes mesures de rénovation (coûts estimés : quatre millions d'euros). Le palais est entretenu bénévolement par l'Association de soutien du parc animalier de Berlin et du zoo de Berlin, dont le président est Thomas Ziolko (de). L'association organise également les concerts du château, qui ont lieu régulièrement depuis novembre 2008.
Une maquette miniature du palais à l'échelle 1:25 est exposée dans le parc de maquettes de Berlin-Brandebourg (de).

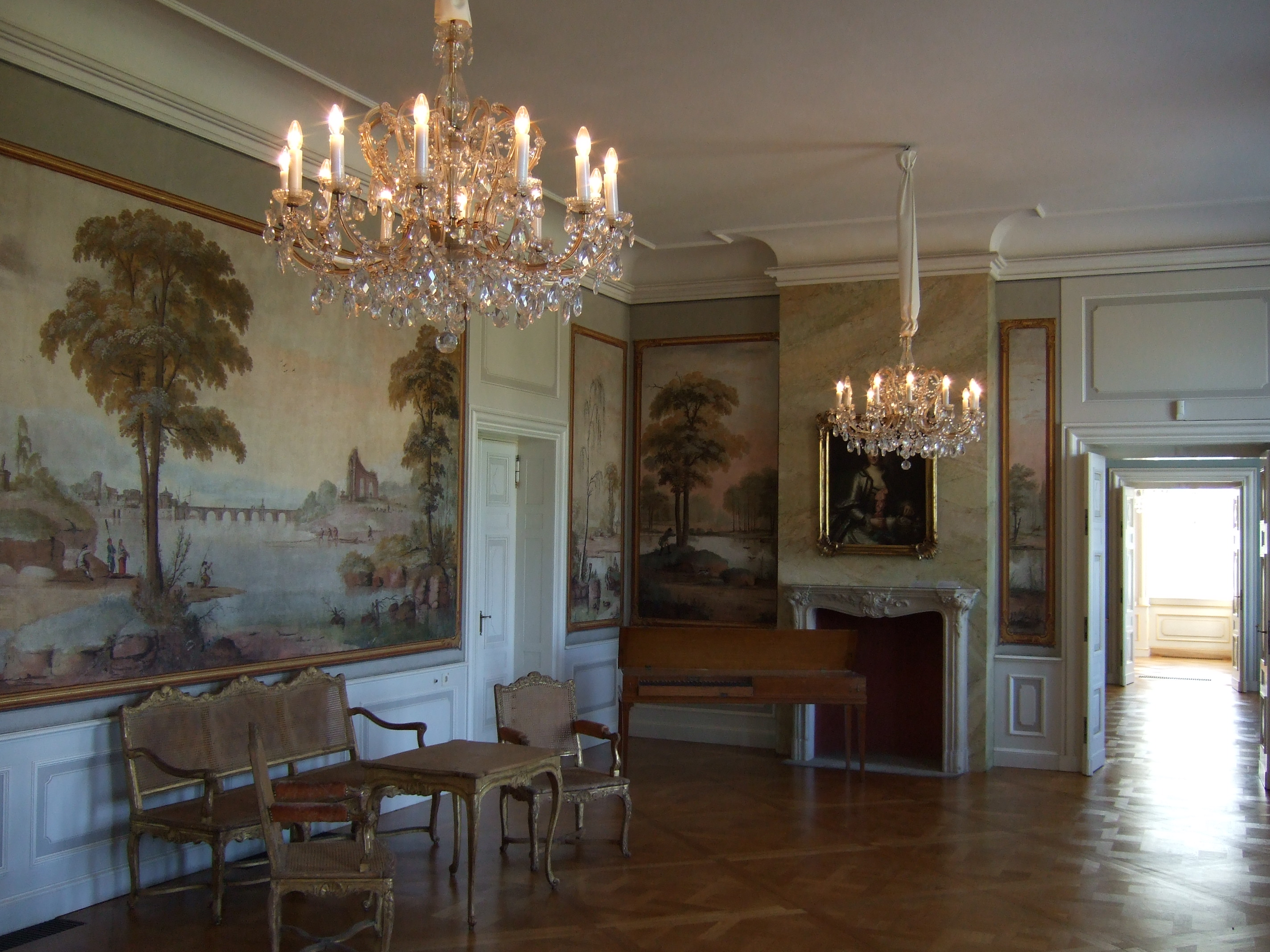
Salle de jardin avec tapisseries peintes provenant de l'ancienne garde forestière royale (de) Kloster Zinna près de Jüterbog, vers 1770
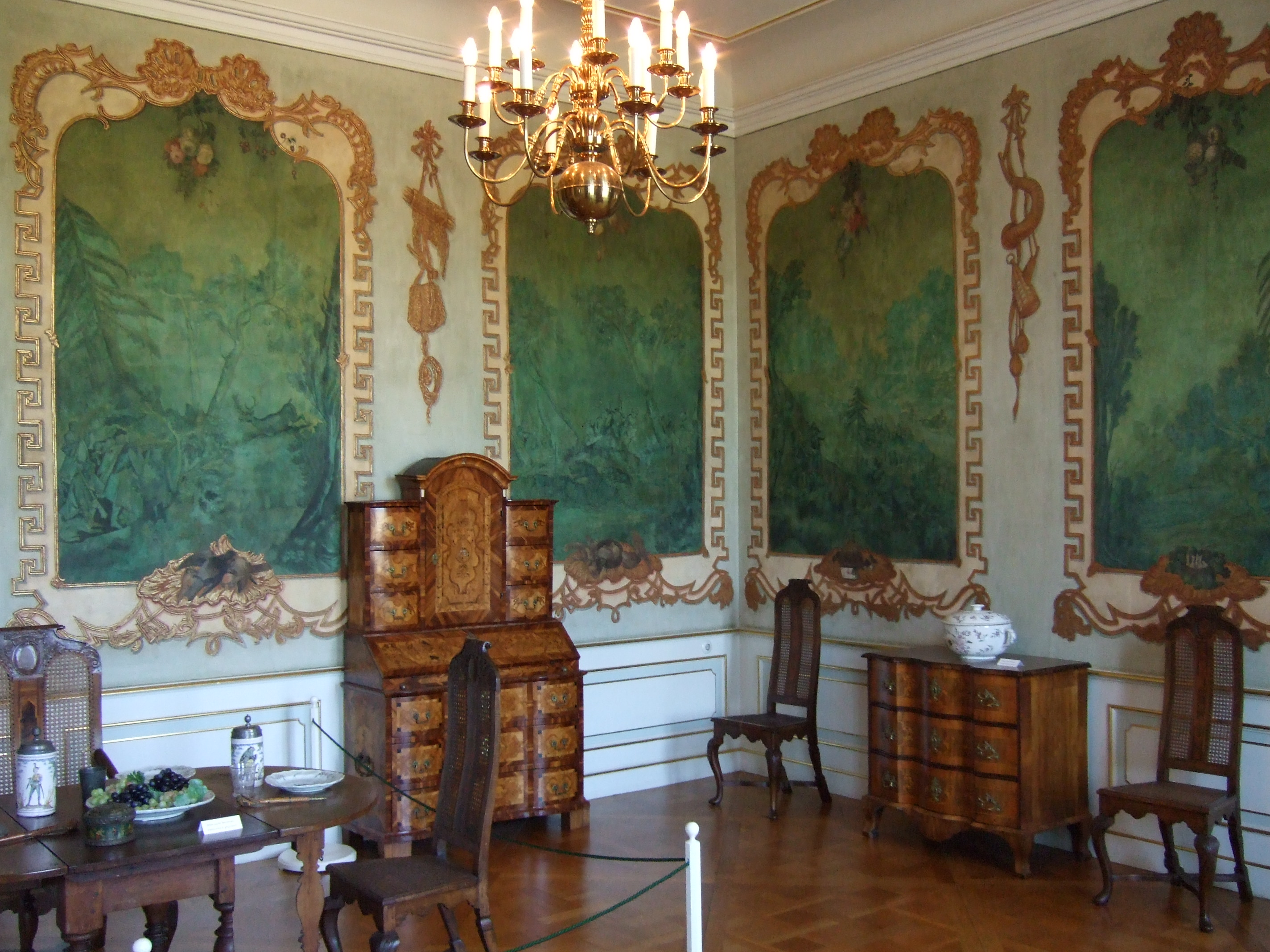
Salle de chasse avec papiers peints du château d'Ostrau (de) près de Bitterfeld, vers 1720/1730
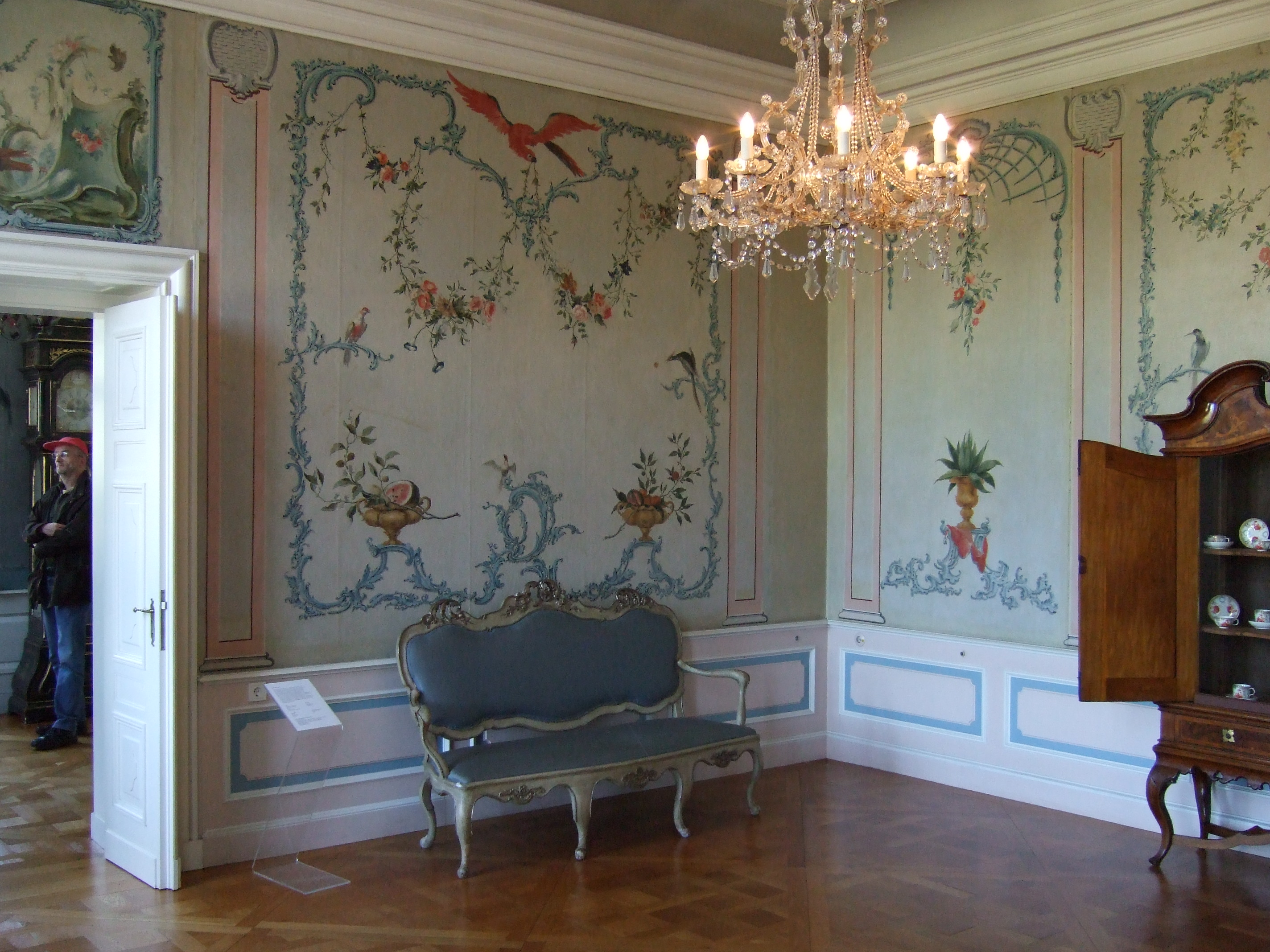
Chambre rococo avec tapisseries peintes du château de Lohm, vers 1740
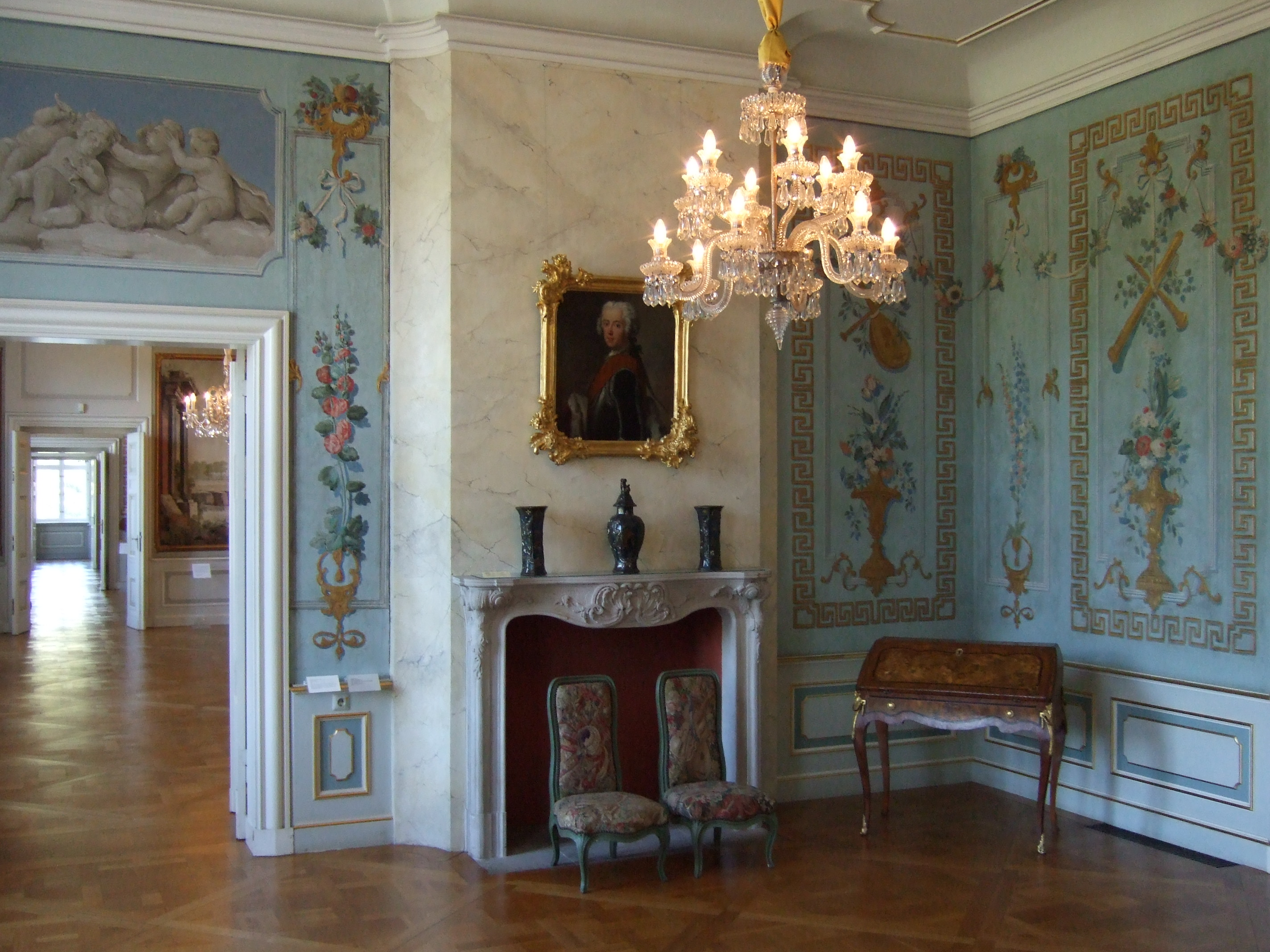
Salle de musique avec papiers peints du château d'Ostrau, vers 1720/1730
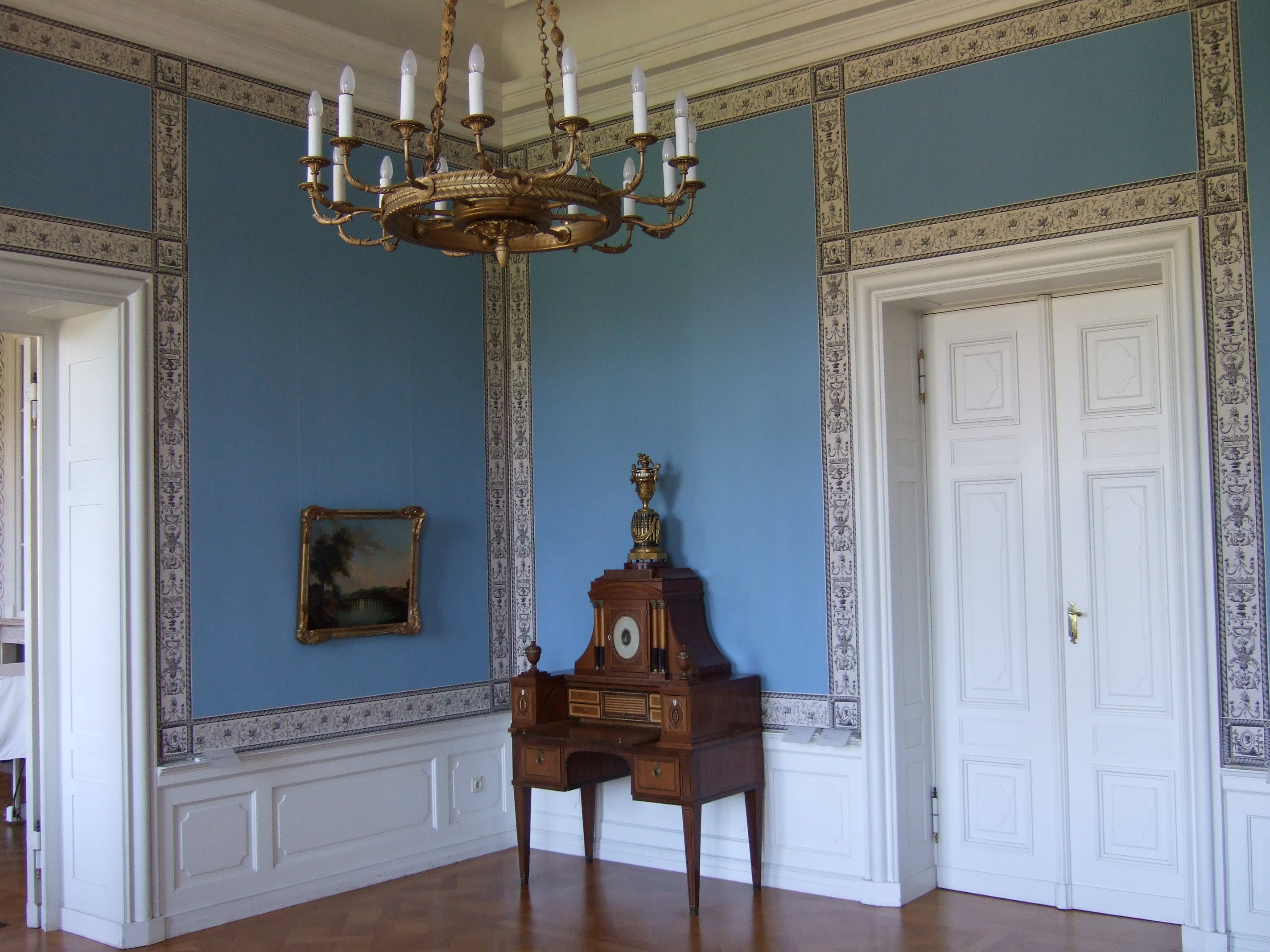
Chambre bleue avec papier peint à bordures d'après un modèle du château de Rheinsberg, vers 1800
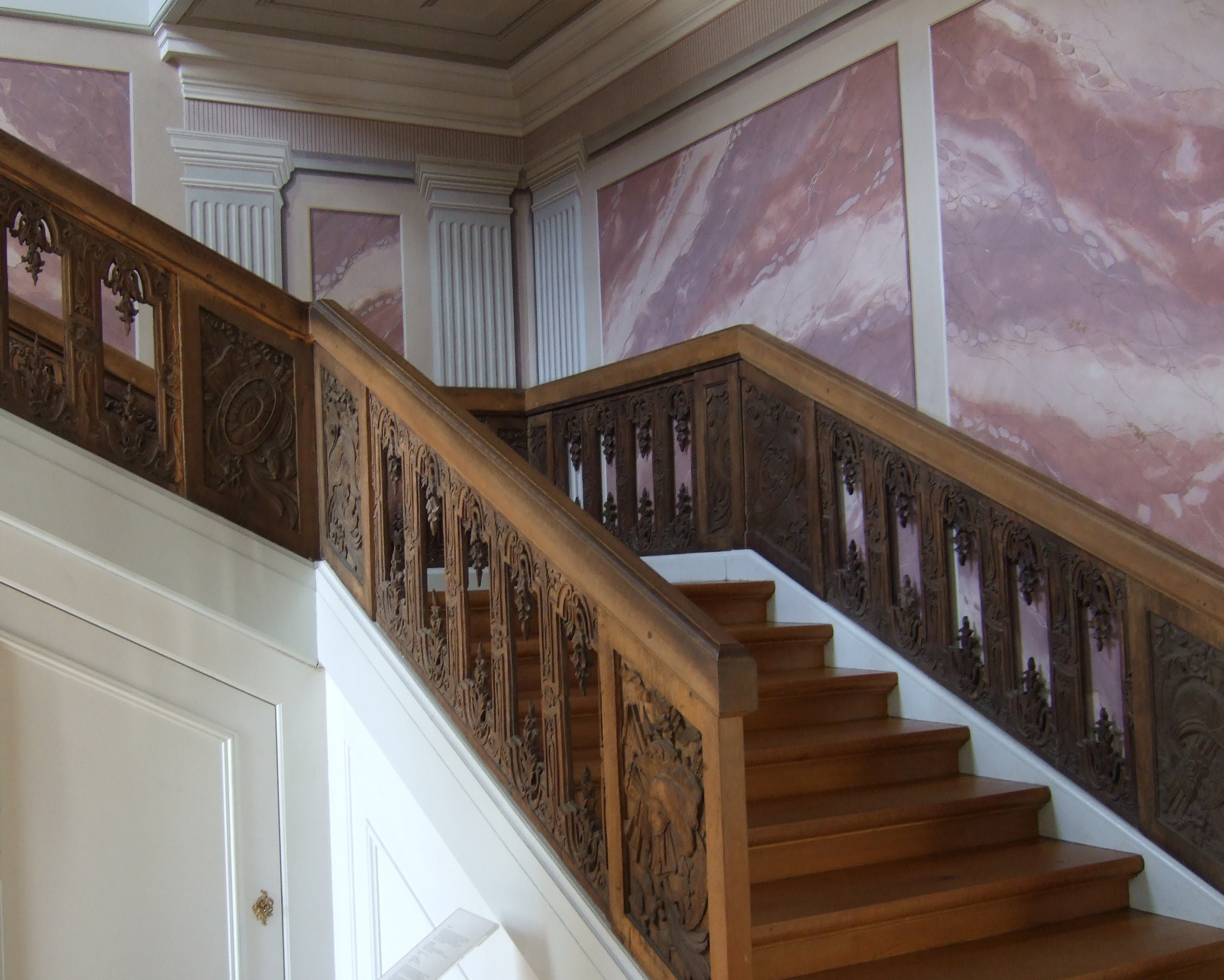
Escalier avec rampe sculptée en bois de chêne, conçu en 1719